# Бернар I д’Арманьяк
Бернар I Ле Луш (фр. Bernard Ier Le Louche; ум. ок. 995) — граф д’Арманьяк и д’Эньян с ок. 960 года, младший сын Гильома Гарсии, графа де Фезансака. Прозвище Бернара можно условно перевести как Косой, Кривой, Подслеповатый.

## Биография
Год рождения Бернара неизвестен. Он был младшим из сыновей графа Гильема Гарсии, после смерти которого его владения были разделены между сыновьями. Одон получил восточную часть отцовских владений от Вика до Мовзена, и от Монтескью до Валанса, за которой сохранилось название Фезансак. Бернар I получил западную часть, включавшую кантоны Рискль, Эньян, Ногаро и Казобон, которая получила название графства Арманьяк. Неизвестно, кому из них достался Озан. Аббат Монлезён предполагает, что её получил Одон. Также в источниках у Гильема упоминается ещё один сын, Фределон, которого называют первым графом де Гор — небольшой области, в которую входили Сен-Пуи, Ласовета, Флёранс, Пойяк, Пуипти, Режомон и Сан-Лари. При этом Бернар сохранил за собой часть города Ош, располагавшийся во владениях Одона.
Во искупление своих грехов, он дал обет совершить паломничество в Иерусалим, но не смог его выполнить и, вместо этого, основал монастырь Сент-Оран в Оше.
Он дважды исполнял обязанности правителя графства Фезансак сначала как опекун своего племянника, Бернара Одона, затем — как опекун своего внучатого племянника, Эмерика.
Точная дата его смерти не известна, но принято считать, что она произошла в 995 году. Наследовал ему сын Жеро I Транкалеон.

## Брак и дети
Точное имя его жены неизвестно, но при основании монастыря Сент-Оран в Оше упоминается графиня Эмерина. Брак был заключён около 956 года. Дети:
- Жеро I Транкалеон (умер до 29 июля 1011), граф д’Арманьяк